# Nagyszentjános, Győr-Moson-Sopron
Nagyszentjános  este un sat în districtul Győr, județul Győr-Moson-Sopron, Ungaria, având o populație de 1.832 de locuitori (2011). 

## Demografie
Componența etnică a satului Nagyszentjános
     Maghiari (99,21%)
     Alții (0,79%)
Componența confesională a satului Nagyszentjános
     Romano-catolici (50,66%)
     Fără religie (10,48%)
     Reformați (6,99%)
     Luterani (3,77%)
     Greco-catolici (1,47%)
     Necunoscută (26,31%)
     Atei (0,33%)
     Alte religii (0,49%)
Conform recensământului din 2011, satul Nagyszentjános avea 1.832 de locuitori. Din punct de vedere etnic, majoritatea locuitorilor (99,21%) erau maghiari.  Din punct de vedere confesional, majoritatea locuitorilor (50,66%) erau romano-catolici, existând și minorități de persoane fără religie (10,48%), reformați (6,99%), luterani (3,77%) și greco-catolici (1,47%). Pentru 26,31% din locuitori nu este cunoscută apartenența confesională.